# Chbah essafra
Pour les articles homonymes, voir Chbâh es' Safra Khobza.
Le chbah essafra est une spécialité constantinoise. C'est un plat sucré préparé à base d'amandes finement moulues et de viande rouge, présent pendant le ramadan et dans les cérémonies de mariage.

## Origine et étymologie
Chbeh signifie « embellir » et essafra, esofra (السفرة) en arabe qui signifie « table ». 
Ce plat garni embellit les tables constantinoises lors des mariages et du mois de ramadan.

## Préparation
Le chbeh essafra est constitué de viande d'agneau cuite dans une sauce sucrée qui contient de l'oignon, du smen, du sucre et qui est parfumée à la cannelle, au safran et à l'eau de fleur d'oranger ou à l'eau de rose, accompagné de beignets de pâte d'amande qu'on aura frits avant de les ajouter à la sauce sucrée.